# Air Orient
Air Orient — французская авиакомпания, существовала в 1929—1933 годах.

## История
Авиакомпания была основана в 1929 году. Эксплуатировались в основном летающие лодки. 7 октября 1933 года компания объединилась с четырьмя другими авиаперевозчиками (Air Union, CIDNA, SGTA (Lignes Farman) и Aéropostale) в Air France.

## Пункты назначения

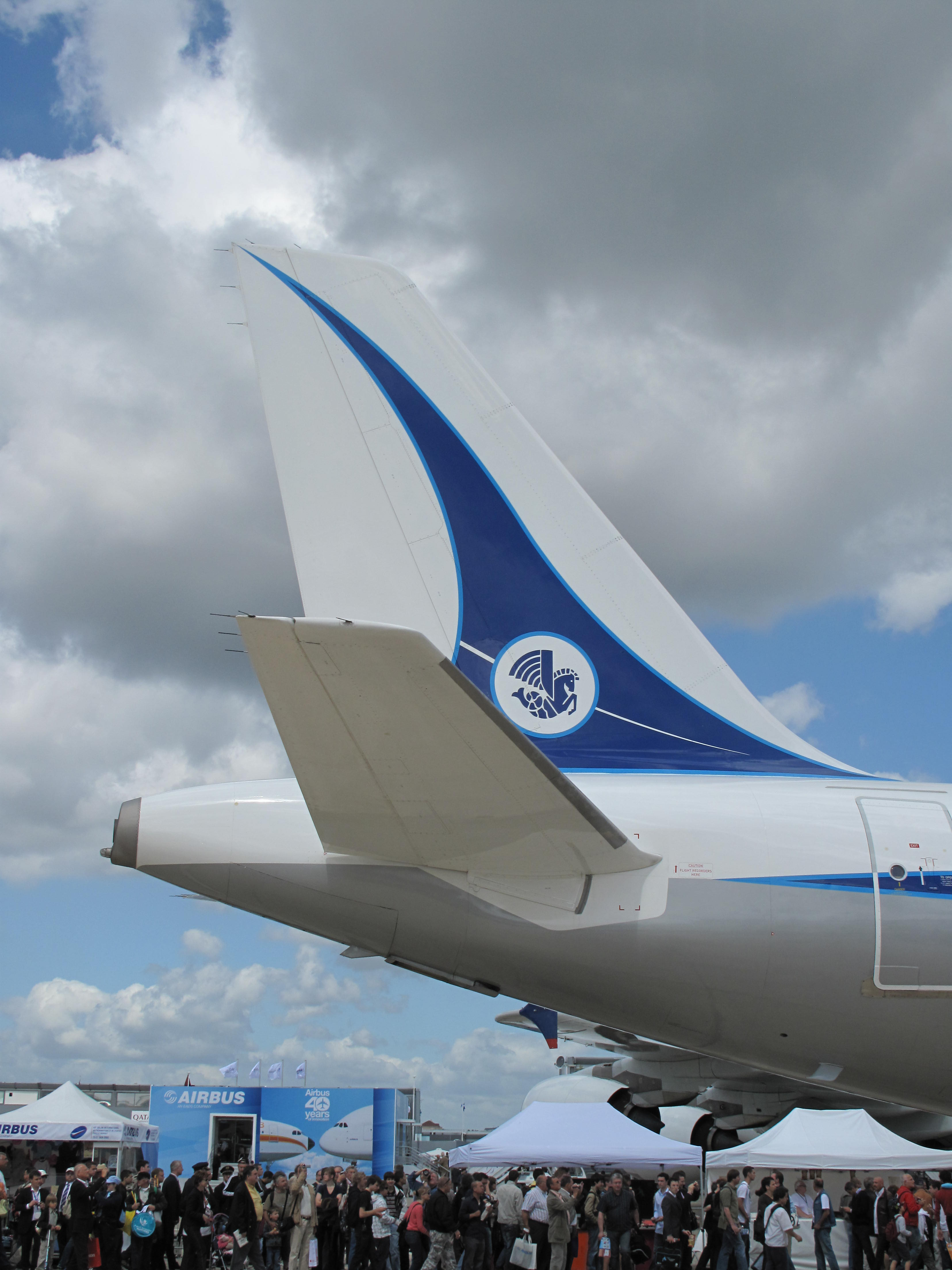
Морской конёк, некогда бывший эмблемой Air Orient, на памятной ливрее самолёта Air France

- Франция — Париж, Лион, Марсель
- Великобритания — Лондон
- Италия — Неаполь
- Греция — Афины, Корфу
- Сирия — Дамаск, Алеппо
- Ирак — Багдад
- Иран — Аллахабад, Бушир, Джаск
- Индия — Калькутта, Карачи
- Сиам — Бангкок
- Бирма — Янгон
- Индокитай — Сайгон
- Ливан — Бейрут

## Флот
- CAMS 53
- SPCA Météore 63
- Farman 190
- Farman F.200

## Аварии и катастрофы
- Farman F.190 F-AJDP 28.06.29, будучи зафрахтован комиссией Лиги Наций по демаркации границ Сирии и Ирака, попал в песчаную бурю и разбился, пилот Жюльен Риссе, механик Юбер и член комиссии швейцарский полковник Рейнье погибли.
- CAMS 53 F-ALCE 'Provence'	11.02.31 врезался в гору;
- Farman F.303 F-AJVR
- Farman F.300 F-AJIG 18.03.32